# Sietas Typ 87
Der Typ 87 war ein RoRo-Schiffstyp der Sietas-Werft in Hamburg-Neuenfelde, von dem im Jahr 1975 drei Einheiten für die Stena Line in Göteborg gebaut wurden. Durch nachträgliche Umbauten unterschieden sich die Schiffe später in ihren Decksaufbauten, Abmessungen und Vermessungen voneinander. Sie wurden im Februar 2014 gemeinsam in Aliağa verschrottet.

## Geschichte
Die Sietas-Werft entwickelte den Typ 87 nach Vorgaben der schwedischen  Stena Line, die im Mai 1974 mit der Stena Trailer, Stena Traveller und Stena Trader drei Frachtfähren dieser Baureihe bestellt hatte. Die ersten zwei Einheiten wurden am 13. beziehungsweise 31. August 1974 auf Kiel gelegt. Kurz darauf entschied sich Stena Line dazu, die beiden Neubauten an den britischen Reedereikonzern P&O zu verchartern, der zu dieser Zeit die Einrichtung von neuen Fährdiensten in der Irischen See plante und hierfür zusätzliche Kapazitäten benötigte. Infolge der Vercharterung lief die Stena Trailer am 31. Oktober 1974 mit dem Namen Bison und die Stena Traveller am 6. Januar 1975 als Buffalo vom Stapel. Stena Line verkaufte die zwei Fähren noch im selben Monat an die zur P&O-Gruppe gehörende Hain Nourse Limited. Sie wurden nach ihren Ablieferungen auf der im April 1975 eröffneten Pandoro-Verbindung (abgeleitet von P-and-O-RoRo) zwischen Fleetwood (England) und Larne (Nordirland) in Dienst gestellt. Das dritte Schiff, die am 7. Januar 1975 auf Kiel gelegte Stena Trader, erwarb P&O über ihre Tochtergesellschaft Northern Coasters Limited. Sie lief am 3. März 1975 mit dem Namen Union Melbourne vom Stapel und war für eine fünfjährige Vercharterung an die neuseeländische Union Steam Ship Company vorgesehen, die ebenfalls P&O gehörte. Das Schiff wurde am 29. Mai 1975 von der Sietas-Werft abgeliefert und anschließend bei Nobiskrug in Rendsburg um 16,80 Meter verlängert, bevor man es im Herbst 1975 nach Neuseeland überführte. Dort lief die Union Melbourne im Liniendienst zwischen Auckland und Sydney (Australien), bis man sie im Mai 1978 vorzeitig zurück nach Europa verbrachte. Auf der Rückreise wurde das Schiff bis Mitte September 1978 in Singapur generalüberholt.
Ab November 1978 fuhren alle drei Schwesterschiffe hauptsächlich im Pandoro-Dienst zwischen Fleetwood und Larne, wobei sie allerdings auch zeitweilig getrennt voneinander auf anderen Fährverbindungen zum Einsatz kamen. Die Union Melbourne wurde nach einem Eignerwechsel im Jahr 1980 mit zusätzlichen Passagierkabinen ausgerüstet und in Puma umbenannt. Auch die beiden anderen Schiffe ließ man in den 1980er und 1990er Jahren mehrfach umbauen, so dass sich die drei Einheiten zunehmend voneinander unterschieden. Durch Umstrukturierungen innerhalb des P&O-Konzerns ging die Tochtergesellschaft Pandoro Limited im Frühjahr 1998 in der P&O European Ferries (Irish Sea) Limited auf. Infolgedessen benannte man die drei Schiffe in European Pioneer (zuvor Bison), European Leader (zuvor Buffalo) und European Seafarer (zuvor Puma) um. Im Jahr 2004 verkaufte P&O den Fährbetrieb auf der Linie Fleetwood–Larne  sowie die dort eingesetzten Schiffe an Stena Line. Die drei Fähren bekamen daraufhin die Namen Stena Pioneer, Stena Leader und Stena Seafarer. Im Dezember 2010 stellte Stena Line den Betrieb auf der Linie Fleetwood–Larne aus wirtschaftlichen Gründen ein und legte die drei Schiffe in Belfast auf. Sie wurden im Mai 2011 an die russische Eignergesellschaft Anship verkauft, die sie im Folgemonat mit den neuen Namen Ant 1 (ehemals Bison), Ant 2 (ehemals Union Melbourne) und Anna Marine (ehemals Buffalo) nach Sewastopol (Ukraine) überführen ließ. Ab Anfang 2012 fuhren die drei Schiffe in Charter der Reederei Anrusstrans zwischen Zonguldak (Türkei) und Skadowsk (Ukraine). Zur Erprobung einer dauerhaften Fährverbindung setzte man die Anna Marine versuchsweise ab April 2012 zunächst zwischen Mersin (Türkei) und Port Said (Ägypten) sowie ab Juni von dort weiter durch den Sueskanal nach Duba (Saudi-Arabien) ein. Das Projekt wurde im September 2012 aufgegeben. Anfang 2014 verkaufte die russische Eignergesellschaft die drei Schiffe an eine Abwrackwerft in Aliağa (Türkei). Ihre dortige Verschrottung begann am 13. Februar 2014.

## Technik

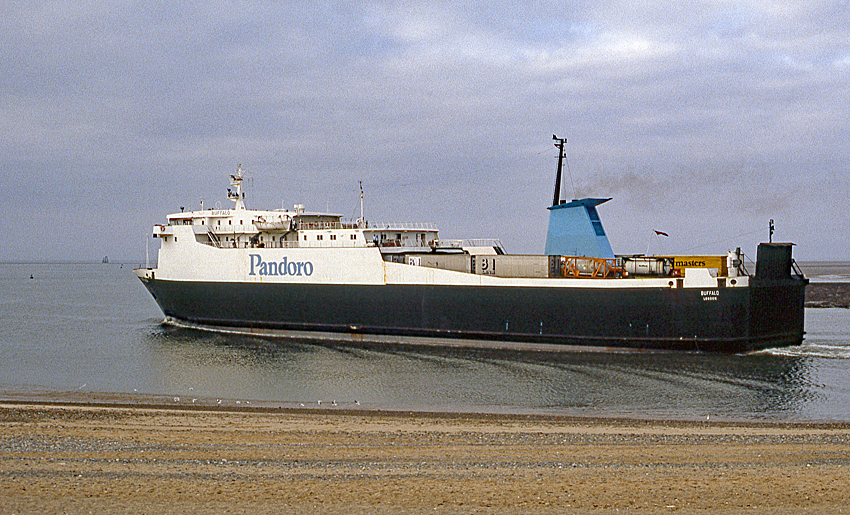
Die Buffalo im Jahr 1986, noch vor dem ersten Umbau

Der Typ 87 war als RoRo-Frachtfähre primär zum Transport von Sattelaufliegern konzipiert worden und besaß ursprünglich nur eine Kabinenkapazität für zwölf Passagiere. Er basierte auf dem sogenannten Stena-Seaporter-Entwurf, den die Reederei Stena Line in den frühen 1970er Jahren erarbeitet hatte. Drei weitere auf diesem Entwurf basierende Schiffe, die jedoch rund zehn Meter kürzer waren als der Sietas Typ 87, gab Stena Line bei der österreichischen Schiffswerft Korneuburg in Auftrag. Die drei bei Sietas gebauten Einheiten hatten eine Länge von 125,00 m (112,00 m Lpp) und eine Breite von 19,05 m. Ihre Höhe vom Kiel bis zum Oberdeck betrug 12,00 m, der maximale Tiefgang 3,79 m. Bei Ablieferung waren die Schiffe mit 3.452 BRT und 1.103 NRT vermessen, die Tragfähigkeit betrug rund 5.815 dwt. Sie besaßen eine Heckklappe, über die das Hauptdeck sowie das mit einer Rampe versehene Oberdeck befahrbar waren. Durch eine Luke im Hauptdeck konnten zudem Fahrzeuge mithilfe einer 30 t Hebevorrichtung im unteren Laderaum gestaut werden.
Die Schiffe besaßen zwei Verstellpropeller und wurden von je zwei Zwölfzylinder-Viertakt-Dieselmotoren des Typs KHD SBV 12M 540 angetrieben. Die Motoren hatten eine Leistung von jeweils 6.000 PS.

### Bison

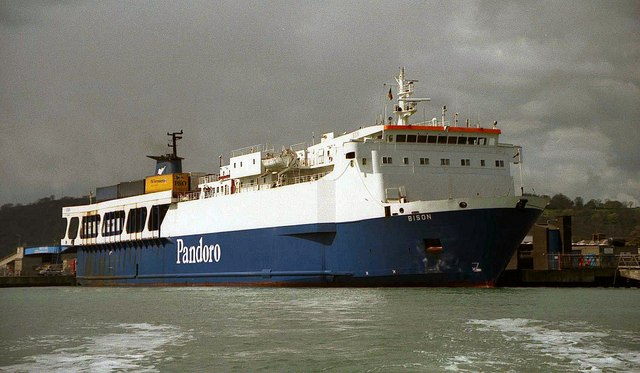
Die Bison nach dem zweiten Umbau

Im Jahr 1981 verlängerte die Werft Tyne Shiprepairs Ltd. in Newcastle das Schiff auf insgesamt 141,81 m (128,80 m Lpp). Durch die Montage von zusätzlichen Aufbauten hinter der Brücke konnten insgesamt 76 Passagierkabinen an Bord untergebracht werden. Die Neuvermessung des Schiffs erfolgte mit 4.377 BRT und 1.759 NRT, die Tragfähigkeit betrug nun 4.170 dwt. Im Jahr 1995 erhielt die Bison auf der Werft Cammell Laird in Birkenhead ein zusätzliches Fahrzeugdeck, das auf einer Ständerkonstruktion über dem hinteren Teil des Oberdecks errichtet wurde. Um eine Rampe auf das neue Deck führen zu können, verbreiterte man den Rumpf mittschiffs auf 23,80 m. Die Bison wurde dadurch zum breitesten Schiff der Baureihe und anschließend mit 14.426 BRZ und  4.328 NRZ vermessen. Die Tragfähigkeit betrug nun 7.078 dwt. An Bord waren 1.674 Spurmeter vorhanden.

### Buffalo
Die Buffalo wurde im Jahr 1988 auf der Werft Hall, Russell in Aberdeen auf insgesamt 141,81 m verlängert (128,81 m Lpp) und mit 45 neuen Passagierkabinen ausgerüstet. Die anschließende Neuvermessung erfolgte mit 10.987 BRT und 5.863 NRT, die Tragfähigkeit betrug 4.377 dwt. Von April bis Juli 1998 verlängerte man das Schiff bei A&P in Falmouth auf insgesamt 157,36 m (144,20 m Lpp) und rüstete es mit 35 weiteren Passagierkabinen aus. Die Buffalo, die nach dem Umbau den Namen European Leader bekam, wurde dadurch zum längsten Schiff der Baureihe. Es war nun mit 12.879 BRZ vermessen, die Tragfähigkeit betrug 3.933 dwt und es standen 1.608 Spurmeter zur Verfügung.

### Union Melbourne
Die Union Melbourne verlängerte man direkt nach ihrer Ablieferung von der Sietas-Werft bei Nobiskrug in Rendsburg auf 141,81 m (128,80 m Lpp). Der Umbau wurde im September 1975 abgeschlossen und das Schiff danach mit 4.043 BRT und  1.453 NRT neu vermessen. Die Tragfähigkeit betrug nun 5.599 dwt, der maximale Tiefgang des Schiffes 5,81 m. Die Werft Tyne Shiprepairs Ltd. in Newcastle erweiterte im Jahr 1980 die Decksaufbauten und richtete insgesamt 45 Passagierkabinen an Bord ein. Im Jahr 1994 erfolgte eine weitere Neuvermessung des Schiffs mit 10.957 BRZ. Die Tragfähigkeit betrug 4.035 dwt und an Bord standen 1.380 Spurmeter zur Verfügung.

## Die Schiffe
| Sietas Typ 87   | Sietas Typ 87 | Sietas Typ 87 | Sietas Typ 87                     | Sietas Typ 87 |
| Bauname         | Bau- nummer   | IMO- Nummer   | Kiellegung Stapellauf Ablieferung | Umbenennungen und Verbleib |
| --------------- | ------------- | ------------- | --------------------------------- | --- |
| Stena Trailer   | 755           | 7361570       | 13.08.1974 31.10.1974 24.01.1975  | Stapellauf charterbedingt als Bison, 1/1975 Verkauf an Hain Nourse Ltd. (P&O Group), 1981 Umbau und Verlängerung, 1995 Umbau und Verbreiterung → 1998 European Pioneer → 2004 Stena Pioneer → 2011 Ant 1, ab dem 13. Februar 2014 in Aliağa verschrottet                                                                     |
| Stena Traveller | 756           | 7361582       | 31.08.1974 06.01.1975 26.03.1975  | Stapellauf charterbedingt als Buffalo, 1/1975 Verkauf an Hain Nourse Ltd. (P&O Group), 1988 Umbau und Verlängerung, 4/1998 bis 7/1998 Umbau und zweite Verlängerung, 8/1998 European Leader → 2004 Stena Leader → 2011 Anna Marine, ab dem 13. Februar 2014 in Aliağa verschrottet                                           |
| Stena Trader    | 757           | 7361594       | 07.01.1975 03.03.1975 29.05.1975  | 1/1975 Bauvertrag nach Kiellegung an Northern Coasters Ltd. (P&O Group) verkauft, Stapellauf als Union Melbourne, 1975 Verlängerung, 9/1980 Umbenennung Union Trader und Erweiterung der Aufbauten, 11/1980 Puma → 1998 European Seafarer → 2004 Stena Seafarer → 2011 Ant 2, ab dem 13. Februar 2014 in Aliağa verschrottet |